# Calymmodon decipiens
Calymmodon decipiens är en stensöteväxtart som beskrevs av Barbara S. Parris. Calymmodon decipiens ingår i släktet Calymmodon och familjen Polypodiaceae. Inga underarter finns listade.